# Knut Andreas

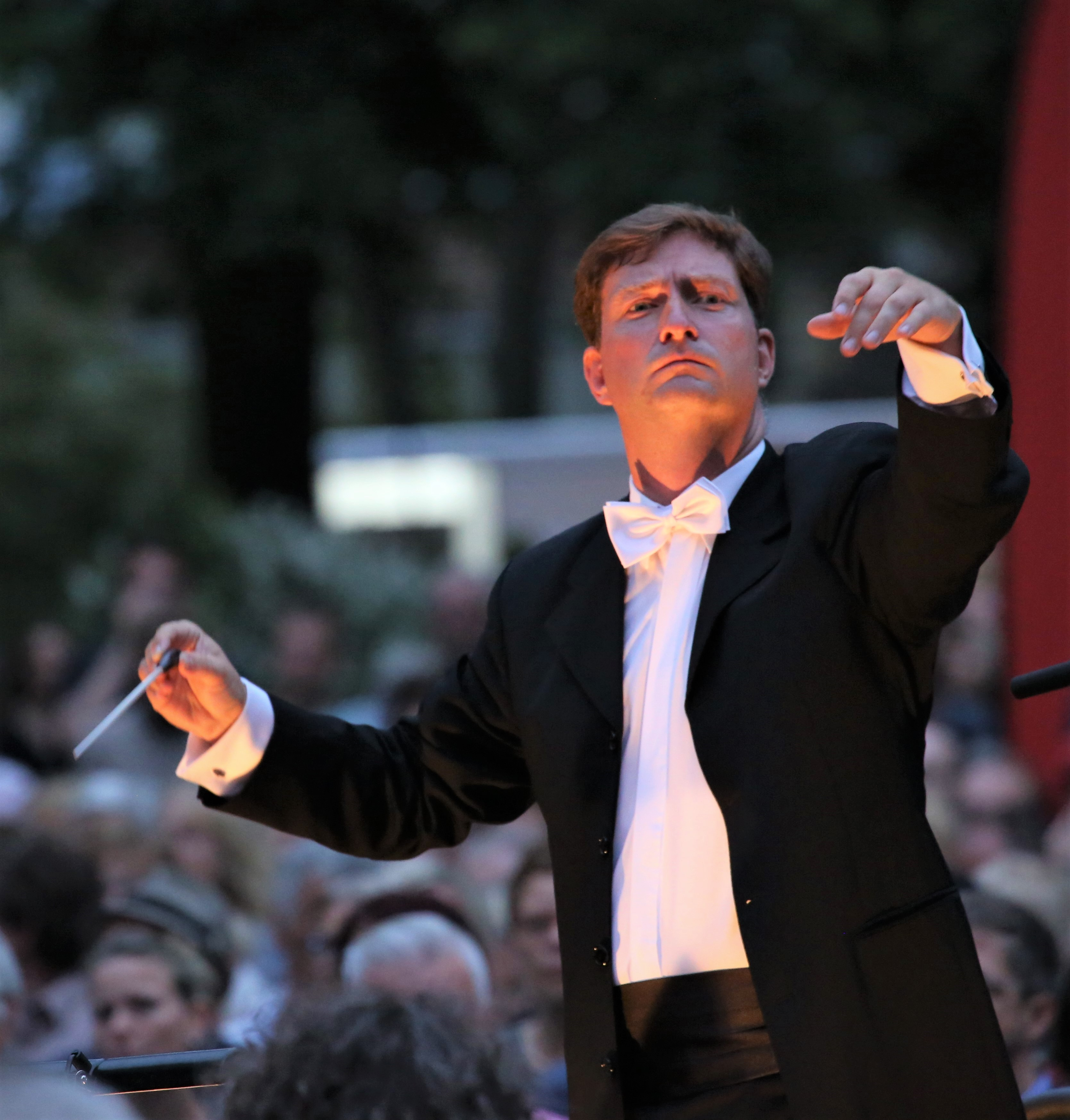
Knut Andreas (Klassik am Weberplatz, 2018)

Knut Andreas (* 2. Januar 1979 in Potsdam) ist ein deutscher Dirigent und Musikwissenschaftler.

## Leben
Knut Andreas ist seit 1998 Künstlerischer Leiter des Sinfonieorchesters Collegium musicum Potsdam. Darüber hinaus leitet er seit 2015 des Jugendsinfonieorchester Berlin am Georg-Friedrich-Händel-Gymnasium. Im Dezember 2021 ernannte ihn das Orquestra Sinfônica de Piracicaba (Brasilien) zu seinem neuen Chefdirigenten.
Als Gastdirigent arbeitet Knut Andreas u. a. mit dem Orquestra Sinfônica Municipal de Campinas, dem Orquestra Sinfônica da Unicamp, dem Orquestra Sinfônica da USP, dem Orquestra Sinfônica do Estado do Espirito Santo, dem Orquestra Sinfônica do Teatro Nacional Claudio Santoro Brasília, den Sinfonieorchestern in Americana und Ribeirão Preto sowie der Sinfonia Leipzig und dem Festival Sinfonieorchester Berlin zusammen.
Nach seiner musikalischen Ausbildung auf der Violine, Viola, auf dem Klavier und Fagott an der Städtischen Musikschule Potsdam „Johann Sebastian Bach“ und im Anschluss an sein Studium der Musikpädagogik und Germanistik an der Universität Potsdam setzte er seine Ausbildung an der Hochschule für Musik und Theater „Felix Mendelssohn Bartholdy“ in Leipzig und schließlich an der Ludwig-Maximilians-Universität München fort, wo er Historische Musikwissenschaft bei Fred Büttner und Wolfgang Rathert studierte und mit einer Arbeit über Leben und Werk des Komponisten Paul Graener promoviert wurde. Zu seinen Mentoren im Dirigieren zählen Werner Andreas Albert, Ronald Reuter und Dorian Wilson.
Nach dem Abschluss seiner Studien nahm Knut Andreas eine Stelle als persönlicher Referent und Assistent des Generalmusikdirektors der Neubrandenburger Philharmonie an. Im Jahre 2004 rief er das internationale Jugendorchestertreffen NBJot „Baltikum“ mit ins Leben, das er bis 2008 als Manager begleitete. In München leitete er Chor und Orchester des Instituts für Musikwissenschaft und organisierte 2009 den zweiten Teil der internationalen Konferenz Crosscurrents. European and American Music in Interaction, 1900-2000.
Unter seiner Leitung entwickelte sich das Sinfonieorchesters Collegium musicum Potsdam zu einem der am umfangreichsten besetzten Orchester des Landes Brandenburg. Konzertreisen mit diesem Orchester führten ihn in den vergangenen Jahren in die Niederlande sowie nach Slowenien. Erstmals in der 70-jährigen Geschichte des Orchesters konzertierte das Collegium musicum unter seiner Leitung im Juni 2012 im Rahmen der Musikfestspiele Potsdam-Sanssouci mit einer Aufführung von Georg Friedrich Händels „Messias“. Mit dem Collegium musicum initiiert er nicht nur öffentliche Generalproben mit Werkeinführungen, die den Sinfoniekonzerten vorangehen und in denen er das Publikum mit den zu hörenden Werken enger vertraut macht, sondern rief im Sommer 2009 das Open-Air-Festival „Klassik am Weberplatz“ ins Leben, das seitdem jährlich rund 2.000 Zuhörer unter freiem Himmel versammelt. Im Rahmen des von ihm initiierten Programms „Brandenburg-Brasilien“ realisiert das Sinfonieorchester Collegium musicum Potsdam einen regen interkulturellen Musiker- und Dirigentenaustausch. Weitere Schwerpunkte legt Knut Andreas in seiner Orchesterarbeit auf die musikalische Bildung von Kindern und Jugendlichen sowie in den Bereich Soziales mit der im Frühjahr 2014 ins Leben gerufenen Reihe „Sinfonieorchester für Senioren“, die es pflegebedürftigen älteren Menschen wieder ermöglicht, ein Sinfonieorchester live zu erleben.
Im Oktober 2014 leitete er im Rahmen eines Sinfoniekonzerts die Uraufführung des Konzerts für Trompete und Orchester des Potsdamer Komponisten Gisbert Näther mit dem Orquestra Sinfônica da UNICAMP in Campinas. Mit dem Orquestra Sinfônica da Unicamp und dem brasilianischen Trompeter Paulo Ronqui spielte er eine CD mit zeitgenössischen Trompetenkonzerten brandenburgischer und brasilianischer Komponisten ein, die 2018 erschien. 2023 folgte die Einspielung des Cellokonzerts des brasilianischen Komponisten Alexandre Guerra (Solo: André Micheletti).
Die Brasilianische Akademie für Literatur und Kunst „Paranapuã“ (Rio de Janeiro) ehrte Knut Andreas im Juli 2012 mit dem Orden für kulturelle Verdienste und würdigte damit seine Leistungen bei der Verbindung brasilianischer und deutscher Künstler sowie sein Engagement bei der Bekanntmachung brasilianischer Musik in Deutschland. Mit dem Stipendium „InterStip“ unterstützt das Ministerium für Wissenschaft, Forschung und Kultur des Landes Brandenburg in diesem Jahr Knut Andreas’ Engagement für ein Orchesterprojekt, das sich Jugendlichen in sozial gefährdetem Umfeld in einem Stadtteil São Paulos widmet.
Eine Dozentur verbindet den Dirigenten seit 2011 mit dem Studiengang Kulturarbeit der Fachhochschule Potsdam, wo er in den Gebieten der Musikgeschichte, Musikästhetik und Musikvermittlung lehrt. Dort wurde er im Juni 2017 zum Honorarprofessor im Studiengang Kulturarbeit mit den Lehrbereichen Musikgeschichte und -management bestellt.

## Uraufführungen
- 2012: Fernando Morais – Elegia. Mosaico No. 2 (Sinfonieorchester Collegium musicum Potsdam / Friedrichskirche, Potsdam)
- 2012: Gisbert Näther – Konzert für Klarinette und Orchester (Sinfonieorchester Collegium musicum Potsdam / Friedrichskirche, Potsdam)
- 2014: Gisbert Näther – Konzert für Trompete und Orchester (Orquestra Sinfônica da UNICAMP / Teatro Castro Mendes, Campinas, Brasilien)
- 2015: Luciano Nazario – Konzert für Vibraphone und Orchester (Orquestra Sinfônca da UNICAMP / Casa do Lago, Campinas, Brasilien)
- 2016: Hans Chemin-Petit – Scherzo.Intermezzo (posthume Uraufführung / Sinfonieorchester Collegium musicum Potsdam / Friedrichskirche, Potsdam)
- 2018: Ben Roessler / Bonn Park – Oper „Drei Milliarden Schwestern“ (Jugendsinfonieorchester Berlin am G.-F.-Händelgymnasium, Volksbühne Berlin)
- 2018: Frank Petzold – Konzert für Trompete und Orchester (Orquestra Sinfônica da UNICAMP, Auditório da UNICAMP, Campinas, Brasilien)
- 2018: Denise Garcia – Mariana a Ouro Preto (Orquestra Sinfônica da UNICAMP, Auditório da UNICAMP, Campinas, Brasilien)
- 2019: Ben Roessler – Konzert für Vibraphon, Marimbaphon und Orchester (Sinfonieorchester Collegium musicum Potsdam / Klassik am Weberplatz)
- 2020: Gisbert Näther – Konzert für Saxophon-Quartett und Orchester (Sinfonieorchester Collegium musicum Potsdam / Nikolaisaal, Potsdam)
- 2023: Alexandre Guerra – Concerto místico para Violoncello e Orquestra (Orquestra Sinfônica de Piracicaba, Teatro Dr. Losso Neto, Piracicaba)

## Auszeichnungen
- 2012: Medaille „Austregésilo de Athayde“, Academia de Letras e Artes de Paranapuã, Rio de Janeiro, Brasilien
- 2012: Ehrenamtspreis Kultur, Landeshauptstadt Potsdam
- 2019: Friedrich-Luft-Preis, Berlin (mit Ben Roessler, Bonn Park, Jugendsinfonieorchester Berlin für Drei Milliarden Schwestern)
- 2020: Eintragung in das Goldene Buch der Landeshauptstadt Potsdam
- 2023: Ehrenbürger der Stadt Piracicaba (Brasilien) "Cidadão Piracicabano"

## Veröffentlichungen
- [kuratiert mit Wolfgang Rathert:] Musikalischer Kosmos Brasilien. Themenheft Die Tonkunst. Jahrgang 17, Heft 3, 2023, ISSN 1863-3536, S. 260–345.  Enthält zehn Beiträge brasilianischer und deutscher Autoren (Inhaltsverzeichnis).
- Zwischen Musik und Politik: Der Komponist Paul Graener (1872–1944). Frank&Timme, Berlin 2008.
- Graener, Paul. In: MGG 2, Personenteil, Band 7, hrsg. von Ludwig Finscher u. a, Stuttgart/Weimar 2002, Sp. 1455–1457.
- Paul Graener (1872–1944): Leben und Werk. Examensarbeit Musikwissenschaft, Universität Potsdam 2002.